# Armando Silva
Armando Silva (Bogotá, 19 de agosto de 1948) é um filósofo, semiótico e escritor colombiano, mais conhecido por seu trabalho em Urban Imaginaries, desenvolvido em várias cidades da América Latina, assim como na Espanha, nos Estados Unidos e outras cidades europeias.

## Biografia
Silva é doutor em Filosofia e Literatura Comparada e tem pós-doutorado em Teoria Crítica da Universidade da Califórnia em Irvine, sob a orientação de Jacques Derrida. Ele também estudou filosofia, estética e semiótica na Itália (Sapienza di Roma), sob a direção de Emilio Garroni e Umberto Eco e na École des Hautes Études en Sciences Sociales de Paris, sob o conselho de Christian Metz.
Foi professor visitante em várias universidades, incluindo a Universidade da Califórnia, a Universidade de Cambridge e a Universidade Internacional da Andaluzia. Silva é autor de mais de 25 livros, incluindo Urban Imaginaries, com dez edições e traduções para vários idiomas, e Family Photo Album: The Image of Ourselves.
Ao longo de sua carreira em pesquisa, ele recebeu homenagens de várias universidades e instituições como UNESCO, FLACSO e Documenta 11. Esteve na Bienal de Veneza e na Bienal de São Paulo, no Brasil. Ele é o diretor do doutorado em Estudos Sociais da Universidade Externada da Colômbia e professor e pesquisador emérito da Universidade Nacional da Colômbia.

## Trabalhos
O pensamento de Silva baseia-se na estética de Garroni, na semiótica da psicanálise de Peirce, de Freud e de Lacan e no conceito de desconstrução de Derrida aplicada a objetos contemporâneos de reconhecimento cotidiano, como fotografia, filmes arte e grafite. Hoje, 35 cidades do mundo seguem sua metodologia que visa decifrar aspectos da estética cidadã contemporânea, tornando-se um dos projetos de maior alcance mundial no estudo das culturas urbanas contemporâneas.